# Anneli Hennen
Anneli Hennen (* 2. August 1930; † 1990) war eine deutsche Badmintonspielerin. 

## Karriere
Anneli Hennen wurde 1959 deutsche Meisterin im Damendoppel mit Bärbel Wichmann. Nach Silber im Folgejahr gewannen beide 1961 einen weiteren Meistertitel. 1963 wurden sie mit dem Team des VfB Lübeck deutscher Mannschaftsmeister.

## Sportliche Erfolge
| Saison    | Veranstaltung                     | Disziplin   | Platz | Name |
| --------- | --------------------------------- | ----------- | ----- | --- |
| 1958/1959 | Deutsche Einzelmeisterschaft      | Damendoppel | 1     | Anneli Hennen / Bärbel Wichmann (VfB Lübeck)                                                                                      |
| 1959/1960 | Deutsche Einzelmeisterschaft      | Damendoppel | 2     | Anneli Hennen / Bärbel Wichmann (VfB Lübeck)                                                                                      |
| 1959/1960 | Deutsche Mannschaftsmeisterschaft | Mannschaft  | 2     | VfB Lübeck (Jürgen Jipp, Manfred Puck, Willy Suhrbier, Ulrich Adler, Bärbel Wichmann, Anneli Hennen)                              |
| 1960/1961 | Deutsche Einzelmeisterschaft      | Damendoppel | 1     | Anneli Hennen / Bärbel Wichmann (VfB Lübeck)                                                                                      |
| 1960/1961 | Deutsche Mannschaftsmeisterschaft | Mannschaft  | 2     | VfB Lübeck (Jürgen Jipp, Manfred Puck, Willy Suhrbier, Ulrich Adler, Bärbel Wichmann, Anneli Hennen)                              |
| 1960/1961 | Deutsche Einzelmeisterschaft      | Dameneinzel | 3     | Annelie Hennen (VfB Lübeck) |
| 1961/1962 | Deutsche Mannschaftsmeisterschaft | Mannschaft  | 2     | VfB Lübeck (Jürgen Jipp, Ulrich Adler, Uwe Schicktanz, Ulrich Adler, Willy Suhrbier, Manfred Puck, Anneli Hennen, Annegret Böhme) |
| 1961/1962 | Deutsche Einzelmeisterschaft      | Damendoppel | 2     | Annegret Böhme / Anneli Hennen (VfB Lübeck)                                                                                       |
| 1962/1963 | Deutsche Einzelmeisterschaft      | Dameneinzel | 3     | Anneli Hennen (VfB Lübeck) |
| 1962/1963 | Deutsche Mannschaftsmeisterschaft | Mannschaft  | 1     | VfB Lübeck (Jürgen Jipp, Ulrich Adler, Uwe Schicktanz, Manfred Puck, Anneli Hennen, Bärbel Wichmann)                              |
| 1963/1964 | Deutsche Einzelmeisterschaft      | Dameneinzel | 2     | Anneli Hennen (VfB Lübeck) |